# Эрни, Барбара
Ба́рбара Э́рни (нем. Barbara Erni; 15 февраля 1743, Фельдкирх — 26 февраля 1785, Вадуц) — женщина из Лихтенштейна, совершавшая кражи в постоялых дворах по всей Западной Европе. В лихтенштейнских легендах она известна как «Golden Boos». Она была последним человеком, казнённым на территории Лихтенштейна.

## Биография
Эрни родилась в Фельдкирхе у бездомной пары. В 1779 году она вышла замуж за некоего «Тирольца Франца», которого считали уголовником.
Согласно легенде, «Golden Boos» — это женщина большой силы со светло-рыжими волосами, которая ездила по Европе с большим сундуком или мешком. Когда она останавливалась где-либо на ночь, она требовала, чтобы её сундук заперли в самой надёжной комнате, так как в нём, якобы, находятся сокровища. Когда сундук или мешок «с сокровищами» был заперт и наступала ночь, оттуда вылазил карлик и забирал хранящиеся в этой комнате ценности, после чего Эрни и карлик сбегали. Она действовала по этой схеме много лет и разбогатела. Кто был её помощником — неизвестно.
Эрни и её сообщник были арестованы в Эшене и заключены в Вадуце 27 мая 1784 года. На суде Лихтенштейна она созналась в семнадцати кражах, совершённых таким способом. 7 декабря 1784 года суд постановил, что Барбара Эрни и есть «Golden Boos», признал её виновной и приговорил к казни через обезглавливание. Публичная казнь состоялась в Вадуце в присутствии примерно тысячи зрителей. Судьба её сообщника неизвестна.
С той поры никто больше не был казнён в Лихтенштейне вплоть до официального запрета смертной казни в 1987 году.